# Dominik Mysterio
Bradley Gutiérrez (n. 5 aprilie 1997), cunoscut după numele din ring Dominik Mysterio, este un wrestler profesionist care lucrează în prezent pentru World Wrestling Entertainment (WWE) în marca SmackDown. Este fiul luptătorului mexican, Rey Mysterio.

## Carieră

### World Wrestling Entertainment/WWE (2005, 2010, 2019-prezent)
Înainte de a deveni luptător profesionist, Gutiérrez a făcut câteva apariții în evenimente WWE pentru a-și vedea tatăl în mai multe rânduri. Prima apariție a fost în vara anului 2005 ca parte a unei povești între tatăl său și Eddie Guerrero, în care cei doi rivali au luptat pentru custodia lui. În timpul poveștii, Guerrero a declarat că el era tatăl biologic al lui Dominik. Mysterio l-a învins pe Guerrero într-un meci cu scări pentru custodia lui Dominik la SummerSlam. A mai făcut încă două apariții în 2006, prima la WrestleMania 22 alături de Angie (mama) și Aalyah (sora) urmărindu-l pe tatăl său câștigând Campionatul Mondial al Greilor pentru prima dată și a doua la ediția din 15 septembrie a SmackDown! unde privea în culise cum tatăl său se lupta cu Mr. Kennedy. A apărut din nou în episodul din 12 martie 2010 al SmackDown, de data aceasta în timpul luptei dintre Rey Mysterio și Straight Edge Society (CM Punk, Luke Gallows și Serena).

### Debut ca luptător
În 2018, Gutiérrez a început să se antreneze cu Jay Lethal și tatăl său pentru a deveni luptător profesionist. În episodul de SmackDown Live din 19 martie 2019, Dominik a apărut în emisiune împreună cu tatăl său, Rey Mysterio, care a anunțat că se va confrunta cu Samoa Joe la WrestleMania 35. A apărut din nou la Raw din aprilie până în iunie, în timpul luptei dintre Mysterio și Joe. În lunile următoare, a fost implicat în meciurile tatălui său, inclusiv o intervenție în meciul lui Rey pentru Campionatul WWE împotriva lui Brock Lesnar la Survivor Series.
În mai 2020, Rey Mysterio a avut o rivalitate cu Seth Rollins și Murphy. Dominik a avut primul său meci la SummerSlam, unde a fost învins de Rollins într-o luptă Street Fight. La Payback, Dominik a făcut echipă cu tatăl său pentru a-i învinge pe Rollins și Murphy pentru prima sa victorie în WWE.